# 孙水河
孙水河，是中国长江流域的一条河流，在冕宁汇入安宁河，属于金沙江水系。河长81千米，流域面积1670平方千米，年均流量39立方米每秒。自然落差1251米。水能理论蕴藏量15万千瓦。
孙水河是安宁河上游左岸的最大支流，发源于昭觉县解放沟镇境内的洛马阿木拖山，向北10公里流经尼地后进入喜德县，继续向北经过米市镇，纳入右岸支流新建河后经两河口折向西北，经过喜德县城后在冕山镇新桥折向西南进入冕宁县境内，最后于泸沽镇汇入安宁河。